# Hartmut Holzapfel
Hartmut Holzapfel (* 5. September 1944 in Ringgau-Röhrda; † 21. Dezember 2022) war ein deutscher Politiker (SPD), hessischer Kultusminister und Abgeordneter des Hessischen Landtags.

## Kindheit
Holzapfel wurde als Sohn eines Volksschullehrers geboren. In der Kreisstadt Eschwege besuchte er die Friedrich-Wilhelm-Schule, an der er 1963 das Abitur ablegte.

## Konflikt um Schülerzeitung
Bis 1963 war er verantwortlicher Redakteur der Schülerzeitung „Laterne“; von 1964 bis 1967 Landesvorsitzender der Jungen Presse Hessen, einer „Landesarbeitsgemeinschaft Jugendeigener Zeitungen“. Überregionale Beachtung fand ein Konflikt dieser Zeitung mit der Schulleitung, die die Zustimmung zum Vertrieb auf dem Schulgelände von einer Kontrolle des Inhalts abhängig machen wollte. Kultusminister Prof. Schütte (SPD) entschied über den Einzelfall hinaus zugunsten der Freiheit der Schülerzeitung; in Hessen wurde durch Erlass vom 13. August 1964 erstmals in Deutschland festgelegt, dass auch Schülerzeitungen dem Presserecht unterliegen und ihre Rechte somit nicht durch schulisches Hausrecht aufgehoben werden können.

## Studium und beruflicher Werdegang
Von 1963 bis 1969 studierte Holzapfel Soziologie am Frankfurter Institut für Sozialforschung. Er war Mitglied des Sozialistischen Deutschen Studentenbundes und einer der Herausgeber der Studentenzeitung „Diskus“, die in der Studentenbewegung der sechziger Jahre eine wichtige Rolle spielte. 1969 beendete er das Studium mit dem Diplom-Abschluss.
Nach dem Studium unterrichtete er als Lehrer an einem Gymnasium in Hofheim (Main-Taunus-Kreis) – der Main-Taunus-Schule –, wo er am Aufbau eines sozialwissenschaftlichen Zweiges im Rahmen der Reform der gymnasialen Oberstufe mitwirkte. Noch im gleichen Jahr wurde er Referent im Ministerbüro des hessischen Kultusministers Prof. Ludwig von Friedeburg (bis 1974) und war in dieser Funktion maßgeblich beteiligt an der Errichtung zahlreicher Gesamtschulen und der Entwicklung der Förderstufe, die die gemeinsame Schulzeit über die vierjährige Grundschulzeit hinaus bis zur Jahrgangsstufe 6 fortführen sollte.

## Funktionen in der SPD
In die SPD war er bereits 1961 eingetreten. Von 1968 bis 1972 war er Mitglied im Bezirksvorstand der Jungsozialisten Hessen-Süd, von 1973 bis 1988 Mitglied im Unterbezirksvorstand der Frankfurter SPD. Dem Frankfurter Stadtparlament gehörte er von 1972 bis 1974 an; dort war er kulturpolitischer Sprecher der SPD. Erstmals wurde er 1974 in den Hessischen Landtag gewählt, dem er bis 2008 angehörte (unterbrochen durch eine Mandatsniederlegung als Regierungsmitglied von 1995 bis 1999). Er kandidierte im Wahlkreis Frankfurt am Main III, wurde jedoch über die SPD-Landesliste gewählt. Er war von 1978 bis 1991 bildungspolitischer Sprecher der SPD-Fraktion, stellvertretender Fraktionsvorsitzender von 1987 bis 1991 und europapolitischer Sprecher von 1999 bis 2003. Von 1982 bis 1991 war er Vorsitzender der Arbeitsgemeinschaft für Bildungsfragen der SPD Hessen-Süd und auch deren Landesvorsitzender. Der Bildungspolitischen Kommission beim Parteivorstand der SPD gehörte er von 1984 bis zu deren Auflösung in 1993 an.

## Hessischer Kultusminister
1991 wurde Holzapfel Kultusminister im ersten rot-grünen Kabinett Eichel (SPD). Unter seiner Federführung entstand ein neues Schulgesetz, das sich weitgehend an den Entwurf des Juristentages aus dem Jahre 1980 anlehnte; dieser Entwurf markiert das Ende des Verständnisses der Schule als besonderem Gewaltverhältnis. Eine Schulkonferenz, in der Lehrer, Eltern und Schüler gemeinsam Verantwortung übernehmen sollten, und das Konzept des Schulprogrammes sollten den Schulen Profilbildung ermöglichen. Das Gesetz sah für seine Zeit überaus weitreichende Entscheidungskompetenzen für die Schule vor – auch für Abweichungen von der Stundentafel und die Ermöglichung von Epochenbildungen in der Jahrgangsstufe. Zugleich setzte das Gesetz einen Schwerpunkt in dem Anspruch, zunehmend behinderte Kinder in den Regelunterricht aufzunehmen und hierzu die Beteiligungsrechte der Eltern zu stärken (Inklusion). Für die Wahl des Bildungsweges sah das Gesetz ein Letztentscheidungsrecht der Eltern vor. Inhaltlich stärkte es die stufen- statt schulformbezogenen Elemente der Schule durch schulformübergreifende Stundentafeln und Lehrpläne. Die Kritiker des Gesetzes sahen darin einen Weg zur „Einheitsschule“ „auf Samtpfoten“.
Durch eine noch kurz vor dem Regierungswechsel von der Regierung Wallmann (CDU/FDP) verfügte Arbeitszeitverkürzung für Lehrer war der Unterrichtsausfall an den Schulen nochmals erhöht worden. Die von der rot-grünen Regierung zusätzlich bereitgestellten Lehrerstellen waren auch auf dem Hintergrund weiter steigender Schülerzahlen nicht ausreichend. Ausgleich sollte u. a. die Einführung der Fünf-Tage-Woche bringen, die mit einer Kürzung der Stundentafel verbunden war. Weiter wachsende Schülerzahlen einerseits, die durch die Kosten der deutschen Einheit verursachten Haushaltsrestriktionen andererseits führten jedoch dazu, dass das Problem des Unterrichtsausfalls nicht gelöst werden konnte, ohne dass die Lehrerarbeitszeit wieder erhöht und eine Ausschöpfung der Klassenobergrenzen propagiert wurde. Auf diesem Hintergrund blieben auch die im Schulgesetz 1997 nochmals erweiterten Entscheidungskompetenzen der Schulen umstritten: Während die einen sie als Möglichkeit betrachteten, mit einer schwierigen Situation vor Ort flexibler umgehen zu können, sahen andere darin lediglich eine „Selbstverwaltung des Mangels“.
Die zweite Amtsperiode Holzapfels nach der Landtagswahl 1995 wurde durch die hiermit verbundenen Auseinandersetzungen geprägt; er selbst bezifferte den Unterrichtsausfall 1998 mit etwa 5 bis 7 %, beharrte jedoch auf den Entscheidungsspielräumen der Schulen und lehnte es ab, diese zugunsten einer statistisch besseren Unterrichtsabdeckung einzuschränken. Die Auseinandersetzungen führten zu einem heftigen Konflikt mit der Lehrergewerkschaft GEW, deren Mitglied er seit 1969 war. Ein von dieser 1997 angekündigter Lehrerstreik wurde von ihm untersagt und die Gewerkschaft mit einem Zwangsgeld belegt. Von einem Kreisverband der Gewerkschaft wurde sogar ein Ausschlussverfahren angestrengt, das jedoch eingestellt wurde. Holzapfel trat selbst am Wahltag 1999 aus der GEW aus.
Von 1996 bis 1999 vertrat Holzapfel die Bundesrepublik Deutschland im Bildungsministerrat der Europäischen Union.

## Geschäftsführender Minister für Wissenschaft und Kunst
Nach der Wahl von Staatsministerin Christine Hohmann-Dennhardt zur Bundesverfassungsrichterin übernahm Holzapfel vom Januar bis April 1999 geschäftsführend auch das Amt des Ministers für Wissenschaft und Kunst. Unmittelbar vor dem Regierungswechsel wurde noch der „Kulturvertrag“ mit der Stadt Frankfurt abgeschlossen, der die Überleitung der bis 1967 kommunalen Hochschule in Landesverantwortung abschloss, indem er die Stadt auch aus den noch bestehenden finanziellen Verpflichtungen für das Universitätsklinikum und die Stadt- und Universitätsbibliothek entließ und den Ausbau der Universität auf dem neuen Westend-Campus, dem früheren IG-Farben-Gelände, absicherte.
Bei der Landtagswahl 1999 konnte die SPD ihr Ergebnis zwar von 38 % auf 39,4 % verbessern, doch verlor Rot-Grün durch den Einbruch der Grünen von 11,2 % auf 7,2 % knapp die Mehrheit an eine schwarz-gelbe Koalition unter Roland Koch. Nachfolgerin im Amt des Kultusministers wurde die CDU-Politikerin Karin Wolff.

## Beziehungen zu hessischen Partnerregionen
Ein besonderes Interesse Holzapfels während seiner Amtszeit galt den Beziehungen Hessens zu seinen Partnerregionen und dem Aufbau einer Zusammenarbeit mit dem wieder selbstständig gewordenen Litauen, mit dem er 1994 ein Kulturabkommen abschloss. Danach förderte das Land den Deutschunterricht in Litauen u. a. durch die Fortbildung litauischer Deutschlehrer und die Entsendung deutscher Lehrer nach Litauen; ebenso wurden Wege gefunden, die einzige litauische Auslandsschule im hessischen Lampertheim-Hüttenfeld finanziell zu unterstützen. Für dieses Engagement erhielt Holzapfel 2005 das Komturkreuz des litauischen Verdienstordens „Pro Lituania“. Zwischen Hessen und dem amerikanischen Bundesstaat Wisconsin wurde 1998 eine Vereinbarung über die Zusammenarbeit im Bereich der beruflichen Bildung abgeschlossen; es war die erste Vereinbarung eines deutschen Landes mit einem amerikanischen Bundesstaat, die über den Bereich der allgemeinbildenden Schulen hinausging. Nach dem Regierungswechsel setzte Holzapfel sein Engagement als Gründungsvorsitzender des Freundschaftsvereins Hessen-Wisconsin fort.

## Hessischer Literaturrat
2001 wurde Holzapfel im Hessischen Landtag zum Vorsitzenden des Ausschusses für Wissenschaft und Kunst gewählt und bekleidete dieses Amt bis zu seinem Ausscheiden aus dem Parlament im Frühjahr 2008. Ein besonderer Schwerpunkt seiner Arbeit war dabei die Unterstützung des Aufbaus eines Hessischen Literaturrates, der schließlich 2003 gegründet wurde und ihn zum Sprecher wählte.
Seit 2008 hat der Literaturrat ein Büro im Hessischen Ministerium für Wissenschaft und Kunst. In ihm arbeiten inzwischen fast hundert literarische Institutionen des Landes zusammen. Schwerpunkt ist zum einen die Pflege der literarischen Traditionen Hessens, u. a. durch die enge Kooperation mit dem Hessischen Rundfunk im Projekt „Literaturland Hessen“ und einen zweijährlich stattfindenden Tag für die Literatur, zum anderen ein Stipendienprogramm, das im Austausch mit den hessischen Partnerregionen Aquitaine, Emilia-Romagna und Wisconsin sowie mit Litauen, Prag und Rumänien durchgeführt wird. Besondere Akzente setzt Holzapfel hierbei in der Fortführung der von ihm begründeten Zusammenarbeit mit Litauen, die über den Bereich der Literatur hinausgeht, sowie bei seinem direkten Engagement beim Aufbau eines Prager Literaturhauses deutschsprachiger Autoren, für das der Hessische Literaturrat der erste Partner in Deutschland war. Seit 2011 war er auch Vorsitzender des Kuratoriums der Deutsch-Tschechischen Gesellschaft in Frankfurt und Mitglied des Bundesvorstandes des Deutsch-Litauischen Forums.
Am 24. Dezember 2022 gab der Hessische Literaturrat den Tod des langjährigen Vorsitzenden am 21. Dezember 2022 nach „schwerer Krankheit“ bekannt.

## Donaldismus
Seit 1993 war Holzapfel Mitglied der Donaldisten. Mit Veröffentlichungen, u. a. auch zu Schule und Erziehung, trug er zur Verbreitung von Nachrichten aus Entenhausen ebenso bei wie durch Vorträge, u. a. im Zusammenhang mit der Duckomenta, in Literaturhäusern, Museen, Bibliotheken und Landesvertretungen – oder zum hundertsten Geburtstag der Übersetzerin Erika Fuchs in ihrem Wohnort Schwarzenbach.

## Ehrungen
- 1986: Verdienstkreuz am Bande des Verdienstordens der Bundesrepublik Deutschland
- 2005: Komturkreuz des litauischen Verdienstordens „Pro Lituania“

## Veröffentlichungen
- Freiheit und Verantwortung. Zur Balance zwischen offenen Gestaltungsräumen und notwendiger Normierung. In: Martin Schindehütte (Hg.): Schule in Hessen = Hofgeismarer Protokolle 295. Evangelische Akademie, Hofgeismar 1991.
- Schule 2000. Bildungspolitische Thesen für die Schule von morgen. Verlag für Akademische Schriften, Frankfurt 1996.
- Entlassen wir das Bildungssystem in die Freiheit. In: Andrea Grimme (Hg.): Bildung zwischen Markt und Staat. Perspektiven einer zweiten Bildungsreform = Loccumer Protokolle 12/1998. Evangelische Akademie, Loccum 1999.
- Über die Aktualität von Adolf Reichweins „Schaffendes Schulvolk“ . In: Roland Reichwein (Hg.): Wir sind die lebendige Brücke von gestern zu morgen. Weinheim und München. Juventa, 2000.
- Neue Steuerungsmodelle im Bildungswesen. In: Deutsche Gesellschaft für Bildungsverwaltung (Hg.): Neue Steuerungsmodelle im Bildungswesen = Dokumentation der 22. Jahrestagung 2001 in Hamburg. Frankfurt 2002.
- Schule und bürgerschaftliches Engagement. In: Deutscher Bundestag (Hg.), Enquête-Kommission „Zukunft des bürgerschaftlichen Engagements“ Bd. 3. Leske + Budrich, Opladen 2003.
- Unerledigte Aufgaben. In: Walter Gropp, Stefan Hormuth (Hg.). Erwin Stein zum Gedächtnis. Forum Verlag Godesberg, Mönchengladbach 2003.
- „Wer? Ich? Oh nein – ich hab doch Bauchweh“. Carl Barks’ einzigartiges universum anatium: Entenhausen. In: Maren Bonacker (Hg.): Peter Pans Kinder. Doppelte Adressiertheit in phantastischen Texten. Wissenschaftlicher Verlag Trier, Trier 2004.
- Überall ist Entenhausen. Geografie und Soziographie einer imaginären (?) Stadt = Schriftenreihe und Materialien der Phantastischen Bibliothek, Band 77. Wetzlar 2004.
- Was verhandelt wird, und wovon zu verhandeln wäre. In: Dominik Haubner, Erika Mezger, Hermann Schwengel (Hg.): Wissensgesellschaft, Verteilungskonflikte und strategische Akteure. Metropolis Verlag, Marburg 2004.
- Nicht nichts, sondern das Falsche. In: Zs. Neue Sammlung, 44. Jg., Heft 4. Friedrich, Seelze 2004.
- Alles überflüssige Zeitverschwendung. Schule und Erziehung in Entenhausen. In:
  - Hermann Avenarius, Klaus Klemm, Eckhard Klieme, Jutta Roitsch (Hg.), Bildung,: Gestalten, Erforschen, Erlesen. Luchterhand, Neuwied 2005;
  - Zs. Der Donaldist (hg. von der Reducktion Berlin der Deutschen Organisation der Nicht-Kommerziellen Anhänger des lauteren Donaldismus [D.O.N.A.L.D.]), Heft 124. Berlin 2005.
- Der Triumph des Paul Watzlawick, oder: Die Logik der Politik. In: Zs. Recht und Bildung 3/2005 (hg. vom Institut für Bildungsforschung und Bildungsrecht). Hannover 2005.
- Zehn Jahre später – eine Polemik aus gegebenem Anlass. In: Dorit Bosse und Peter Bosch (Hg.): Schule 2020 aus Expertensicht. Verlag für Sozialwissenschaften, Wiesbaden 2009.
- Wo liegt denn nun eigentlich dieses Entenhausen? In: interDuck, Art of the Duckomenta [mit englischer und französischer Übersetzung]. Egmont Verlagsgesellschaft, Köln 2010.
- Die Ente ist Mensch geworden. Anatiden und andere Humanoiden im Barks’schen Universum. In: Maren Bonacker (Hg.): Hasenfuß und Löwenherz. Tiere und Tierwesen in der phantastischen Kinder- und Jugendliteratur = Schriftenreihe der Phantastischen Bibliothek, Band 99. Wetzlar 2011.